# ブッカー・T&ザ・MG's
ブッカー・T&ザ・MG's（Booker T. & the M.G.'s）は、アメリカ合衆国南部テネシー州メンフィスにて結成されたソウル/R&Bのインストゥルメンタル・グループ。
「ローリング・ストーンの選ぶ歴史上最も偉大な100組のアーティスト」において第93位。

## 略歴
スタックス・レコード専属のスタジオ・バンドとして、オルガンのブッカー・T・ジョーンズを中心に、ギターのスティーヴ・クロッパー、ベースのルイス・スタインバーグ、ドラムのアル・ジャクソンにより結成された。1964年後半、ルイス・スタインバーグに代りドナルド・ダック・ダンが加入した。
1962年に発表したデビュー・シングル「グリーン・オニオン (Green Onions)」がビルボード・R&Bチャートで1位、ポップ・チャートで3位の大ヒットを記録した。代表曲に「ハング・エム・ハイ：Hang 'Em High」「タイム・イズ・タイト：Time Is Tight」「メルティング・ポット：Melting Pot」「Soul Limbo」などがある。また、オーティス・レディング、ジョニー・テイラーらスタックス所属アーティストや、ウィルソン・ピケット、サム&デイヴらのスタックス・スタジオにおけるレコーディングでは、演奏を担当した。ジョニー・テイラーの「フーズ・メイキン・ラブ」（1968年）などは、彼らがバッキングをつとめた代表的な曲である。スティーヴ・クロッパーは、1968年にビルボード・R&B、ポップ両チャートで1位を記録したオーティス・レディング「ドック・オブ・ザ・ベイ」や、エディ・フロイドの「ノック・オン・ウッド」の作詞作曲を共作している, sometimes。1971年の「メルティング・ポット」を最後に解散したが、77年、94年に再結成している。ブッカー・T・ジョーンズは、リタ・クーリッジの姉、プリシラと結婚し、71年から73年にデュオ・アルバムを発表した。アル・ジャクソンは、75年に殺人事件の被害者となり死亡している。
1992年には、ロックの殿堂入りを果した。同年ボブ・ディランの30周年特別公演のハウスバンドを務める。また同じく忌野清志郎のアルバム『Memphis』のレコーディングに参加。清志郎の日本武道館公演および全国9か所のツアーにも参加し、ブッカー・T&ザ・MG's、オーティス・レディング、RCサクセション等の曲も演奏。この模様はライブ・アルバム『HAVE MERCY!』としてリリースされた。
2012年5月、ドナルド・ダック・ダンは、来日公演の際に急死している。

## ディスコグラフィ

### アルバム
- Green Onions (1962)
- Soul Dressing (1965)
- And Now...Booker T. & The MG's (1966)
- In The Christmas Spirit (1966)
- Hip Hug-Her (1967)
- Doin' Our Thing (1968)
- Soul Limbo (1968)
- Uptight (1968)
- The Booker T. Set (1969)
- Mc Lemore Avenue (1970)
- Melting Pot (1971)
- Universal Language (1977)
- That's The Way It Should Be (1994)